# ビアリッツの密約
ビアリッツの密約（ビアリッツのみつやく、英語: Secret treaty of Biarritz）は、1865年10月にビアリッツにおいて、プロイセン宰相ビスマルクとフランス皇帝ナポレオン3世との間に結ばれた秘密条約である。この条約において、ビスマルクはドイツ統一後にライン川左岸の割譲をほのめかし、ナポレオン3世は普墺戦争への不介入を約した。

## 締結
1848年のフランクフルト国民議会では、プロイセンが支持する小ドイツ主義が大ドイツ主義を圧倒した。しかし未だ南部にはバイエルン、また最大の敵であるオーストリアなど、ドイツ統一の障害となる国が多くあった。ビスマルクは最終的にはこれらの国と矛を交えることになると判断、道路設備や新兵器の開発を行い、戦争準備に入った。また一方で、外部の障害、フランスを外交によって抑えることを考えた。
こうして、ナポレオン3世の休養地であったフランス南西部ビアリッツにて両者は会談し、条約を結んだ。ビスマルクはライン川左岸のフランスへの割譲を仄めかし、フランスに統一戦争への中立を約させた。

## 戦争とその後
1866年、プロイセンはオーストリアに宣戦布告し、ナポレオン3世は両国が疲弊したときに介入しようと企てた。しかしプロイセンは想像を超える速さで大勝し、介入は失敗した。しかもイタリア王国の悲願だったヴェネト併合がフランスではなくプロイセンの力で達成したため、フランスのイタリアに対する影響力も弱まった。ナポレオン3世は密約を理由にライン川左岸を要求するもビスマルクに一蹴され、1867年にルクセンブルク大公国を永世中立国にした程度だった。この一件はナポレオン3世の反ドイツ感情を煽り、後の普仏戦争の一因となった。